# Рейнджеры Дарби
«Рейнджеры Дарби» (англ. Darby’s Rangers) — американский военный фильм 1958 года, снятый режиссёром Уильямом Уэллманом, основанный на книге «Рейнджеры Дарби» Джеймса Дж. Алтьери, который был ветераном рейнжеров под предводительством Уильяма Дарби. Фильм повествует о появлении рейнджеров в армии США.

## Сюжет
Вторая мировая война. Весной военное командование США решает создать элитные воинские подразделения по подобию знаменитых британских коммандос. Летом того же года был сформирован 1-й батальон рейнджеров под командованием майора Уильяма Дарби. Подразделение направляется в шотландский Данди для обучения, которое проходит под руководством ветеранов британских коммандос. Вскоре рейнджеры доказывают свою состоятельность в Североафриканской кампании, где они участвуют в операции «Факел» и боевых действиях в Тунисе. За выдающиеся заслуги майору Дарби присваивается звание полковника, а само подразделение предоставляет кадры для обучения ещё двух батальонов рейнджеров. В 1943 году рейнждеры принимают участие в Сицилийской операции. Во время битвы при Анцио 1-й и 3-й батальоны, отправившись на боевое задание, попадают в немецкую засаду в битве при Чистерне. Рейнджеры 4-го батальона под командованием полковника Дарби идут на помощь подразделениям, но все их попытки терпят неудачу. Большинство выживших рейнджеров 1-го и 3-го батальонов попадают в плен. Посте тяжёлых потерь в битве при Чистерне подразделения рейнджеров были расформированы, а Дарби и его сослуживцы возвращаются домой в отпуск. Вернувшись в Италию, Дарби принимает командование 10-й горнопехотной дивизии. Во время весеннего наступления, проходившего незадолго до окончания войны, он погибает от разорвавшегося немецкого артиллерийского снаряда, угодившего в группу командного состава. Посмертно Дарби было присвоено звание бригадного генерала.    

## В ролях
- Джеймс Гарнер — Уильям Орландо Дарби[англ.]
- Эчика Шуро — Анжелина Де Лотта
- Джек Уорден — мастер-сержант Сол Розен / рассказчик
- Эдд Бирнс — лейтенант Арнольд Диттман (в  титрах — Эдвард Бирнс)
- Венеция Стивенсон — Пегги Мактавиш
- Торин Тэтчер — сержант Мактавиш
- Питер Браун — Ролло Бернс
- Джоан Элан — Венди Холлистер
- Кори Аллен — Тони Сазерленд
- Стюарт Уитман — Хэнк Бишоп
- Мюррей Хэмилтон — Симс Деланси
- Уильям Уэллман — рядовой Эли Клатворти (в титрах — Билл Уэллман)
- Андреа Кинг — миссис Шейла Эндрюс
- Адам Уильямс — капрал Хэви Холл
- Фрида Инескорт — леди Холлистер
- Реджинальд Оуэн — сэр Артур Холлистер
- Филип Тонг — Джон Эндрюс
- Эдвард Эшли — лейтенант Дэйв Мэнсон
- Реймонд Бейли — бригадный генерал В.А. Уайз
- Уиллис Бучи — генерал Люсиан Траскотт[англ.]

В титрах не указаны
- Эдвард Колманс[англ.] — итальянский доктор
- Фрэнсис Десейлс[англ.] — капитан
- Шон Гаррисон[англ.] — молодой солдат
- Норман Грабовски[англ.] — член команды
- Томас Браун Генри[англ.] — майор
- Уильям Хадсон[англ.] — оператор

## Съёмочная группа
- Режиссёр: Уильям Уэллман
- Продюсер: Мартин Ракин
- Сценарист: Гай Троспер
- Оператор: Уильям Х. Клотье
- Композитор: Макс Стайнер